# Districtul Mueang Chachoengsao
Mueang Chachoengsao (în thailandeză เมืองฉะเชิงเทรา) este un district (Amphoe) din provincia Chachoengsao, Thailanda, cu o populație de 153.148 de locuitori și o suprafață de 378,7 km².